# Carmen Cerdeira Morterero
María del Carmen Cerdeira Morterero (Ceuta, 27 de setembre de 1958 - 2007) és una política socialista espanyola, senadora i diputada al Parlament Europeu

## Biografia
Pertanyia a una família de gran tradició republicà-socialista. No debades, el seu pare Clemente Cerdeira García de la Torre és un històric del socialisme de Ceuta, el seu avi patern Clemente Cerdeira Fernández es va assenyalar com un dels diplomàtics més actius de la II República per avortar el cop militar de 1936 des de la rereguarda africana, i el seu avi matern Justo Morterero Felipe membre de FETE-UGT assassinat pels falangistes a l'inici de la Guerra Civil a Écija (província de Sevilla) per bàndol de Guerra. Era, així mateix, besneta de Joaquín García de la Torre y Almenara alcalde de Ceuta en els anys 20, reneboda de David Valverde Soriano, alcalde republicà de Ceuta assassinat el 1937, i d'Emilio Millán Rivero, depurat després de la Guerra Civil per la seva militància socialista.
Es va llicenciar en Dret per la Universitat de Sevilla, i va ser professora-tutora de Dret Civil del Centre Associat de la UNED de Ceuta (1981-1985), localitat on va exercir d'advocada. Mai va arribar a donar-se de baixa en el Col·legi d'Advocats de Ceuta, ja que l'exercici de l'advocacia va ser una de les seves grans passions al costat de la família i la política.
Afiliada al PSOE i a la UGT, en les eleccions municipals de 1983 va ser escollida Regidora de Ceuta per la llista encapçalada per Francisco Fraiz, sent durant aquesta legislatura tinent d'alcalde. De 1983 a 1984 fou secretaria provincial de la Junta de Protecció de Menors de Ceuta.
No va arribar a finalitzar el seu mandat, ja que seria escollida senadora a les eleccions generals espanyoles de 1986 i a les de 1989. Una de les iniciatives més excel·lents presentades per Cerdeira davant el Ple del Senat va ser la proposició de llei per a la reforma del Codi Civil en aplicació del principi de no discriminació per raó de sexe en 1989. Des del Senat, va ser membre de les Assemblees Parlamentàries del Consell d'Europa i de la UEO (1990/1993).
En el XXXIV Congrés Federal del PSOE (1997) va ser escollida secretària de moviments socials en la candidatura encapçalada per Joaquín Almunia, des d'on va desenvolupar una sèrie d'iniciatives que finalment cristal·litzarien durant el govern de José Luis Rodríguez Zapatero en matèria d'igualtat, com el suport a les persones homosexuals, i transsexuals.
Després de la seva etapa en el Senat, va ser designada assessora executiva del Ministeri de Justícia, sent nomenada en 1994 Delegada del Govern a Ceuta, la segona vegada que aquesta responsabilitat l'ostentava una dona després de María de Eza al segle xvi, de la qual cessaria després de les eleccions generals espanyoles de 1996 guanyades pel PP. La crisi més complexa que va haver de gestionar durant el seu mandat va ser la revolta d'un grup d'immigrants d'octubre de 1995 a les Muralles Reials del Ángulo, que es va saldar amb desenes de ferits i l'agent de la Policia Nacional Antonio Arrebola Alcántara, ferit greu per ferida d'una bala que havia partit d'una arma oficial del calibre 9.
A les Eleccions Europees de 1999 (i fins a 2003) va ser escollida diputada al Parlament Europeu pel seu partit, sent membre de la Comissió de Llibertats, Justícia i Assumptes d'Interior.
En 2004 va ser nomenada presidenta de la Societat Estatal per a l'Acció Cultural Exterior (SEACEX), responsabilitat que mantindria fins a la seva defunció. Va morir el 2 d'agost de 2007 als 48 anys a la seva ciutat natal a causa d'un càncer que patia des de feia alguns anys.

## Premis
- 2003 Premi María de Eza